# Dave Mirra
David Michael Mirra (Chittenango, Nueva York, 4 de abril de 1974 - Greenville, Carolina del Norte, 4 de febrero de 2016), más conocido como Dave Mirra, fue un deportista extremo profesional estadounidense, que se desempeñó como ciclista de BMX y como piloto de automovilismo.
Mirra es considerado uno de los mejores ciclistas de BMX de la historia, debido a su habilidad sobre las modalidades de rampa vert y Park. En 2005 los Premios ESPY lo eligieron como el mejor deportista del mundo.

## Biografía
Nació el 4 de abril de 1974 en Chittenango, en el estado de Nueva York. Se graduó de la Universidad Politécnica del Estado de California, Pomona (Cal Poly Pomona).
En la década de 1990, su hermano Tim se mudó a Greenville (Carolina del Norte) para asistir a la Universidad de East Carolina. Dave se mudó a Greenville poco después. Su colega profesional de BMX Ryan Nyquist se mudó con Tim. Mirra y Nyquist se hicieron amigos rápidamente y construirían y montarían rampas juntos. Greenville es ahora el hogar de más de veinte ciclistas profesionales de BMX. Esto le dio a Greenville el apodo de "Protown" en la comunidad de BMX.
Profesional desde 1992, Mirra participó en todos los X Games de 1995 a 2008 y obtuvo en todas sus participaciones por lo menos una medalla. En total ganó 24 medallas, 14 de ellas de oro. Fue el primero en realizar exitosamente un doble backflip, en el año 2000.
El jueves 4 de febrero de 2016 la policía encontró su cuerpo sin vida en el interior de su camioneta y con una herida de bala autoinfligida. Horas antes había compartido en Instagram una foto de él junto a su esposa.
La familia de Mirra donó su cerebro para que se le realizaran estudios y en mayo de 2016 una investigación médica llevada a cabo por la Universidad de Toronto concluyó que Mirra padecía de encefalopatía traumática crónica. La ETC es una enfermedad común en boxeadores y jugadores de fútbol americano que se desarrolla debido a los constantes golpes en la cabeza.